# Xenesthis monstrosa
Xenesthis monstrosa is een spinnensoort uit de familie van de vogelspinnen (Theraphosidae).
De wetenschappelijke naam van de soort werd in 1903 gepubliceerd door Reginald Innes Pocock.